# Popillia revirescens
Popillia revirescens är en skalbaggsart som beskrevs av Ohaus 1920. Popillia revirescens ingår i släktet Popillia och familjen Rutelidae. Inga underarter finns listade i Catalogue of Life.